# Sabah Koutbi
Sabah Koutbi (en arabe : صباح كتبي), née le 20 novembre 1999, est une taekwondoïste marocaine.

## Carrière
Sabah Koutbi est médaillée d'argent dans la catégorie des plus de 73 kg aux Championnats d'Afrique 2021 à Dakar, s'inclinant en finale contre l'Ivoirienne Aminata Charlène Traoré.